# Шамрай Сергій Вікторович
Сергій Вікторович Шамрай (17 (30) серпня 1900, Владикавказ — 4 січня 1939, один з таборів Севвостлага) — український історик, дослідник проблем соціально-економічної історії України XVII–XIX століть, історичної географії України. Репресований у 1933 і 1937. Рідний племінник Грушевського Михайла Сергійовича.
Жертва сталінського терору.

## Освіта
- Навчався в 1, 7 та 8 Київських чоловічих гімназіях.
- 1919 — закінчив 8-1 клас Другої української гімназії імені Кирило-Мефодіївського братства
- 1919–1923 історико-філологічний факультет Київського університету, на той час — Вищого інституту народної освіти (ВІНО). Був виключений з політичних мотивів як «ворожий та соціально чужий елемент»
- До виключення з ВІНО вступив на 2-й курс етнографічного відділу Київського археологічного інституту, який закінчив у 1924

## Робота
Одночасно з навчанням працював:
- 1917–1918 — в канцелярії Українського народного університету
- 1918–1919 — помічником секретаря Українського наукового товариства у Києві
- 1920–1922 — старшим помічником бібліотекаря у Вищому інституті народної освіти
- 1920–1922 — лектором Робітничо-селянського університету

З 1921 — у Всеукраїнській Академії наук (ВУАН):
- 1921–1931 — позаштатним співробітником Комісії для складання історично-географічного словника (з 1926 — Історично-географічна комісія),
- 1922–1925 — наук. співр. Наук.-Дослідчої Катедри історії України та іст. географії України.
- 1924–1933 — Член комісії районного дослідження Києва і Правобережжя та Південної України
- 1928  захистив  промоційну  працю  “Київська  козаччина 1855 р.”.
- У 1931–1933 після від’їзду М. С.Грушевського до Москви фактично керував роботою Кафедри історії України доби торговельного капіталу при ВУАН.

## Репресії
Під час Голодомору як співробітник Михайла Грушевського був звільнений із роботи і був незаконно засуджений на три роки совєцьких концтаборів. Покарання відбував на Далекому Сході.
На початку березня 1936 року закінчився перший гулагівський термін Сергія Шамрая. Він повернувся в Україну, оселився в Чернігові, де працював старшим референтом обласного управління народногосподарського обліку. Коли репресії досягли апогею, прокурор Чернігівської області підписав постанову про його арешт. Це сталося 7 серпня 1937 року. Другий вирок був винесений у Москві. Особлива нарада при НКВД СССР 28 березня 1938 року постановила — 8 років виправно-трудових таборів. Науковець дізнався про це рішення уже на Колимі. 4 січня 1939 року Шамрай загинув від виснаження і тортур. Реабілітований 1958.

## Вибрані праці
- «Козаки м. Полтави в 1767 р. за Румянцівським описом» (ЗІФВ ВУАН, кн. 6, 1925),
- «Економічний стан козаків Полтавського полку в 1767 р. (по Румянцівському опису)» (Науковий збірник за 1924 р. – К., 1925)
- «Київський одноденний перепис 2 березоля 1874 р.» (Київ та його околиця в історії та пам’ятках. – К., 1926)
- До історії м. Баришполя у XVIII в. [Архівовано 3 лютого 2015 у Wayback Machine.] // Історико-географічний збірник. – К., 1927. – Т. І
- Вінницьке селянство 1840-х рр. [Архівовано 3 лютого 2015 у Wayback Machine.] // Історико-географічний збірник. – К., 1927. – Т. І
- Місто Баришпіль у XVIII в. [Архівовано 31 березня 2014 у Wayback Machine.] // Історико-географічний збірник. – К., 1928. – Т. ІІ
- До історії Київськой сотні Київського полку [Архівовано 31 березня 2014 у Wayback Machine.] // Історико-географічний збірник. – К., 1928. – Т. ІІ
- «До історії залюднення степової України в XVIII ст. (Крилівщина й Лизаветчина)» // Записки історично-філологічного відділу ВУАН. — 1929. — Книга 24.
- «Київська Козаччина 1855 р.: До історії селянських рухів на Київщині» (ЗІФВ ВУАН. – Кн. ХХ. – К., 1928),
- «Селянські розрухи на Правобережжі в сер. XIX ст.» (ЗІФВ, кн. 11, 1927),
- «Духівництво в селянських рухах Правобережжя в сер. XIX ст.» («Україна», кн. 27, 1928),
- Місто Васильків (IX—XVIII вв.) [Архівовано 31 березня 2014 у Wayback Machine.] // Історико-географічний збірник. – К., 1929. – Т. ІІІ
- «Спомини Ол. Русова» («За сто літ», кн. 1, 1927).
- «Деревлянські могили" («Наук. Зб. за р. 1928»),
- «До історії Київської Козаччини 1855 р.» (Україна. – 1929. – Липень–серпень).
- «Боротьба козаків Київ. сотні з київ. монастирями та маґістратом в XVII — XVIII в.» («Україна», кн. 39, 1930),
- М. Кобижча в XVIII в. // Записки історично-філологічного відділу ВУАН. — 1931. — Книга 26.

## Пам'ять
За ініціативою доньки Шамрая Вікторії Слупської (Шамрай) в 2004 на Байковому цвинтарі поруч з могилами його бабусі та матері встановлена пам'ятна дошка з написом «Пам'яті репресованого історика Сергія Шамрая (1900–1939)».
16 грудня 2010 у Василькові проведена науково-краєзнавча конференція «Із роду Грушевських», присвяченої С. Шамраю («Шамраївські читання)». Серед організаторів заходу — історичний факультет Київського національного університету ім. Т. Шевченка, Історико-меморіальний музей М. Грушевського, Київська обласна організація Національної спілки краєзнавців України, Васильківська міська рада.
У Василькові існують вулиця та провулок Сергія Шамрая. Також вулиця Сергія Шамрая існує у Боярці.